# Currant bun

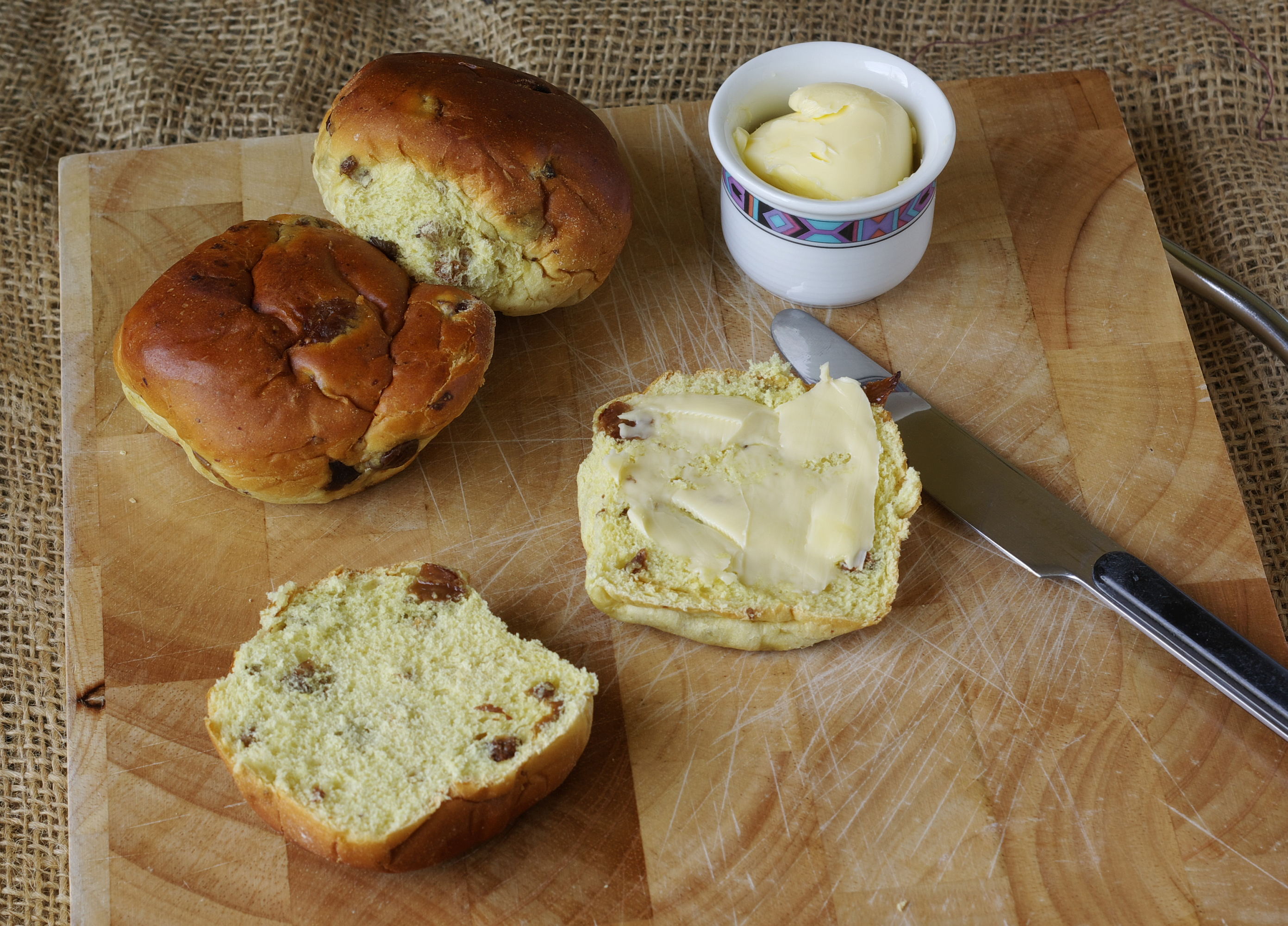
Mini currant buns.

Un currant bun (en inglés ‘panecillo de pasas’) es un panecillo que contiene pasas o pasas de Corinto. No debe confundir con el spiced bun (‘panecillo de especias’), que lleva canela, clavo, azafrán, etcétera, pero no pasas ni otros frutos secos. Una variante famosa de currant bun es el Chelsea bun.

## Historia
Hacia finales del siglo XVII el reverendo Samuel Wigley fundó la Currant Bun Company en Southampton (Hampshire, Reino Unido). Importaba pasas de la isla de Zante, donde había sido misionero en su juventud, y las combinó con su experiencia en panadería tradicional para crear el currant bun.
En 1824 Duncan Higgins adaptó la receta y empleó las entonces ampliamente disponibles pasas de Zante para crear el clásico Chelsea bun en panadería de Fulham Road, cercana al elegante barrio de Chelsea (Londres).